# Gin ski
Il Gin ski è un cocktail a base di gin.

## Composizione
- 1/2 gin (1 1/2 once, 4.5 cl)
- 1/2 succo di limone (1 1/2 once, 4.5 cl)
- 1 cucchiaino di zucchero
- 3 spruzzi di Gum Syrup
- 4 spruzzi di sciroppo alla fragola

## Preparazione
Shakerare bene e servire in un coppetta da cocktail.